# Екслібрис

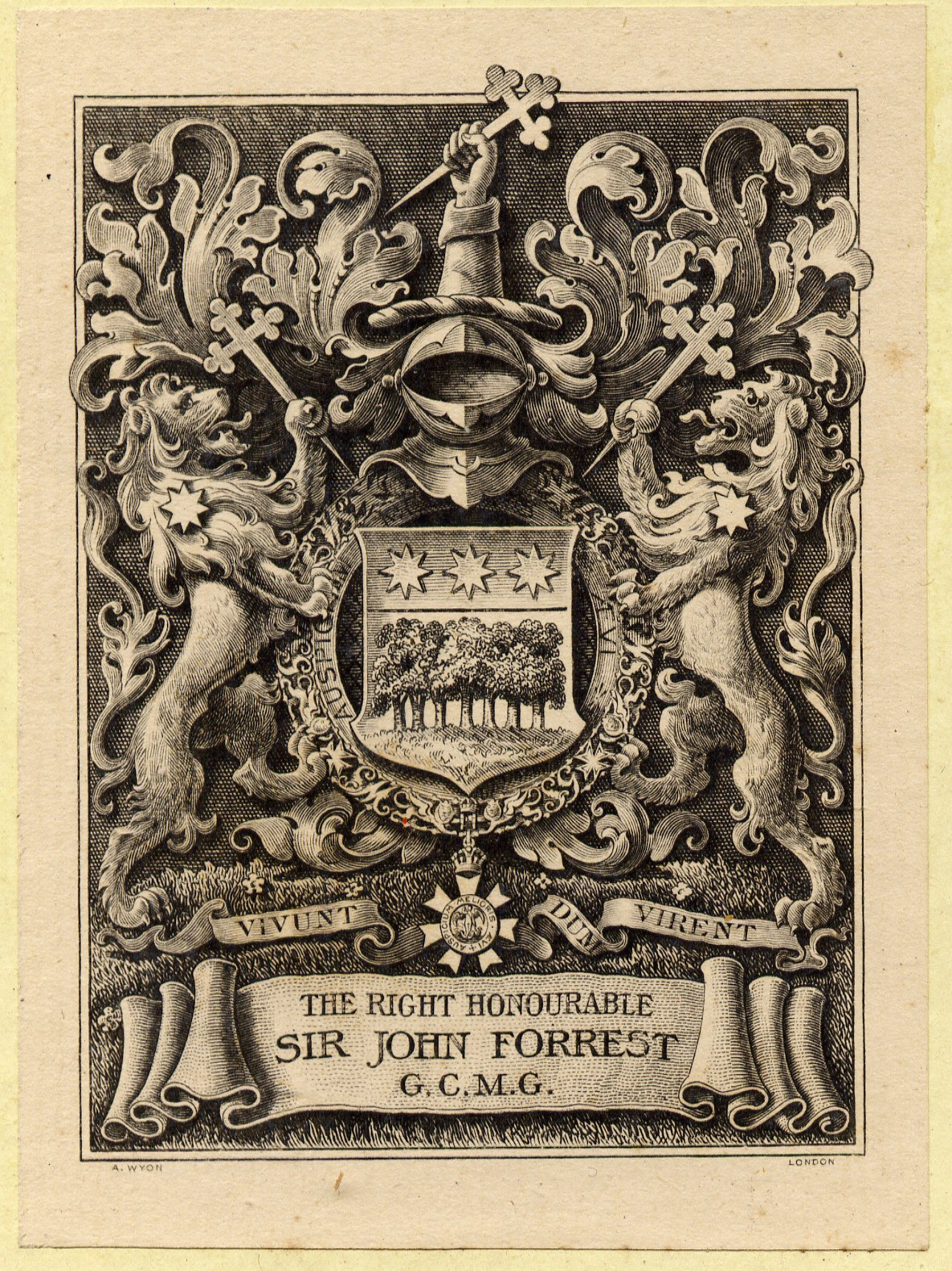
Екслібрис сера Джона Форреста (John Forrest) (1847–1918), дослідника Австралії

Ексклібрис Миколи Куделі — українського шевченкознавця, політв'язня.

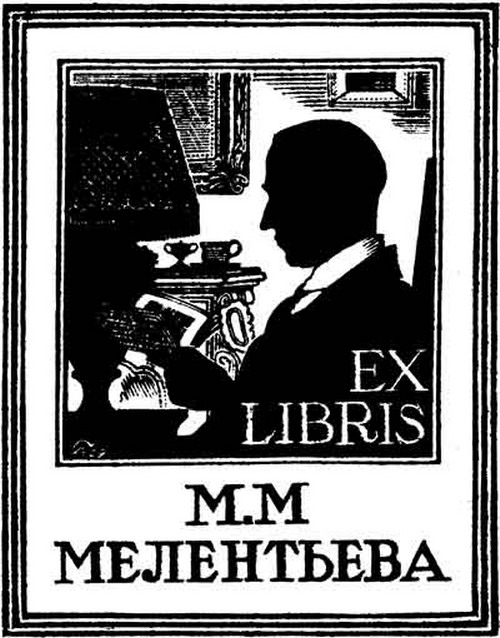
Світальський В. О. Екслібрис лікаря і мецената М. М. Мелентьєва, початок ХХ ст.

Екслі́брис (лат. ех libris — «із книжок») — книжковий знак, невелика художньо виконана етикетка, де вказано, кому належить книжка.
Попередники екслібрисів — написи власників на рукописних книгах, і суперекслібриси — рельєфні зображення на оправі книжок (найстаріший із гербом Львова, датований 1545).

## Історія
Батьківщиною екслібриса вважають Німеччину. Саме в Німеччині існував звичай карбувати цінні речі на знак належності приватній особі. Перші друковані книжки теж належали до цінних речей, тільки феодали, монастирі та купці могли собі дозволити мати у власності колекції книг і часто підписували їх чи малювали свій знак, щоб знову знайти свою книгу, наприклад, у випадку крадіжки. Спочатку ті, хто переписували книги, робили позначку про те, кому належить книга. Згодом ці позначки оформлювали у вигляді віньєти та малювали на початку або наприкінці книги. Природно, що намальовані від руки екслібриси були поширені в часи, коли бібліотеки були невеликі, адже нелегко було малювати однакове зображення на великій кількості книг.
Відоме ім'я першого власника екслібриса в Німеччині — це лицар Бернгар фон Рорбах (1460). Перші екслібриси створив німецький художник Альбрехт Дюрер (кінець XV — початок XVI ст.). Йому належить створення приблизно двадцяти екслібрисів. Займалися створенням екслібрисів митці Лукас Кранах Старший і Ганс Гольбейн.
Із початком книгодрукування (XV ст.) виник новий спосіб позначення книг — наклеювання на внутрішньому боці обкладинки папірця з надрукованим написом «Ex libris» і прізвищем власника книжки. З розвитком друкарства освічені книголюби почали поєднувати власницькі написи з елементами, що мали прикрасити книгу. Як художній знак і витвір графічного мистецтва екслібрис почав відігравати роль декоративного елемента, органічно поєднаного з книгою.
Деякі книговласники прикрашали свої книжки розкішними оправами, на яких золотом витискали герби, вензелі, монограми, емблеми чи девізи — такі екслібриси отримали назву суперекслібриси. Суперекслібриси зустрічаються на пергаментних і шкіряних оправах французьких та італійських книг XVI—XVII століть. Одним з найвідоміших авторів суперекслібрисів був французький видавець, літератор і перекладач Жоффруа Торі (його праці були в бібліотеці французького короля Франциска I та в книгозбірках колекціонерів Ґрольє та італійця Майоли).
Збирачі книг надавали зовнішньому вигляду книги великого значення. Окрім гербових екслібрисів були популярні тиснені художні зображення символічного або алегоричного змісту.
З XIX століття пишні герби та хитромудрі вензелі вийшли з моди, натомість, популярними стали звичайні монограми, витиснені на зовнішньому боці обкладинки.

## Історія екслібрису в Україні

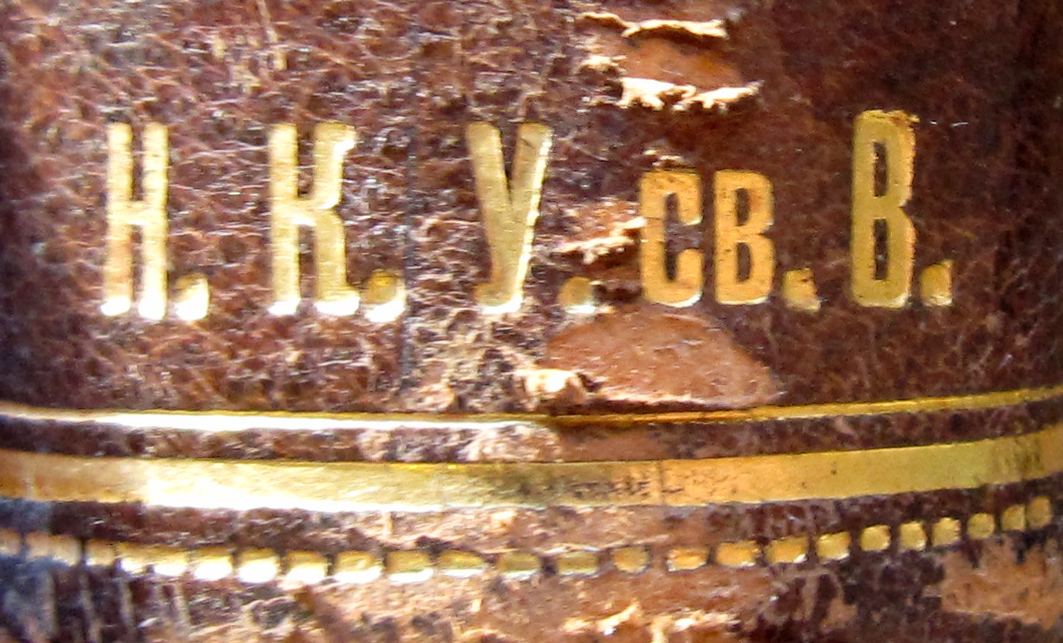
Суперекслібрис Нумізматичного кабінету Університету Святого Володимира у Києві

Друковані екслібриси започатковані в Україні у кінець XVI — на початку XVII ст. Відомі три роботи львівського гравера Яна Зярнко, які він виконав для Якова Собеського, галицького магната Петра Даниловича та коронного гетьмана Великого князівства Литовського Яна-Кароля Ходкевича. На усіх трьох екслібрисах зображенні герби власників книжок, прикрашені девізами та картушами.
До XVIII ст. в екслібрисах переважали зображення гербів власників, у XX ст. популярними стали сюжетні екслібриси.
У цьому жанрі працювали О. Кульчицька, Я. Музика, М. Осінчук, О. Оброца, Лев Ґец, «Гурток українських екслібрисистів» (співзаснований І. Крип'якевичем з І. Крушельницьким та П. Ковжуном, 1931) та інші. Проводилися виставки екслібрисів.
У 1930-х роках в області екслібрисів натхненно працював київський художник Сергій Конончук, для якого це  — не лише книжковий знак, а й своєрідний портрет господаря книжки, відбиття його інтересів, смаків, уподобань. Досягав цього автор за допомогою символів, алегорій, а також зображуючи різні предмети, постаті. Очевидно, таке сполучення зображальних елементів асоціювалося з авторським сприйняттям навколишнього світу. Виразно трактовані екслібриси Н. Радзієвської, К. Юкельсон, Ю. Палійчука.

Сергій Конончук. Екслібрис Ю.Палійчука. 1940. Туш, перо
Сергій Конончук. Екслібрис Н.Радзієвської. 1930. Туш, перо
Сергій Конончук. Екслібрис С.Ушинського. 1940. Туш, перо

Із сучасних художників Тернопільщини екслібриси створював наприкінці 1960-х Є. Удін. Нині в цьому жанрі плідно працюють М. Дмітрух, І. Зілінко, Я. Омелян, О. Федорів, М. Харинович, П. Шпорчук та інші тернопільські художники. Видатним майстром екслібрису є заслужений художник України Микола Стратілат.
Значну частину сучасних екслібрисів становлять книжкові знаки українських письменників, видавництв, музеїв, колекцій. У сюжетах екслібрисів фігурує переважно образ книжки. Окремі з них виконано за мотивами літературних і фольклорних творів.
Станом на 2025 рік в Україні існує багато наукових публікацій та видань присвячених темі Українського екслібриса, зокрема грунтовне видання мистецтвознавця Петра Нестеренка (президента УЕК - Українського екслібрис-клубу) "Історія українського екслібриса" (2016) та монографія мистецтвознавиці Юлії Каменецької "Український екслібрис кінця 1980-х – 2010-х: традиції, трансформація, новітні здобутки" (2021).

## Техніки виконання екслібрисів

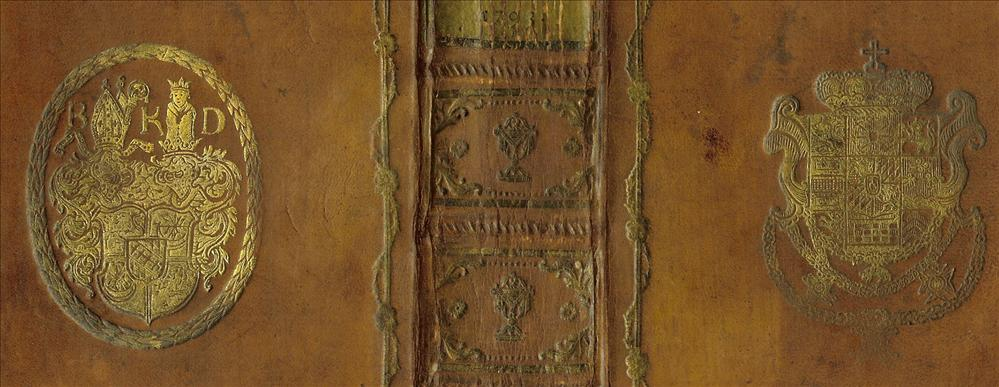
Зразок суперекслібриса (тобто на обкладинці книги з гербом і ініціалами BKD), Німеччина, XVIII ст.

Техніка виготовлення екслібрисів різноманітна і збігається з техніками гравюри:
- дереворит;
- шовкографія;
- ліногравюра;
- цинкографія;
- туш, перо;
- літографія
- олівець;
- комп'ютерна графіка

тощо.
Засоби, якими користуються художники-графіки у створенні образів, на перший погляд, дуже обмежені — пляма, лінія, штрих, об'єм. Проте, для мистецтва екслібриса характерне розмаїття та витонченість форм, образів, тональностей, широкий тематизм [Сафонова].

## Екслібриси в різних стилях

Худ. Михайло Врубель, екслібрис колекціонера І. С. Остроухова з алегоріями Дня і Ночі.

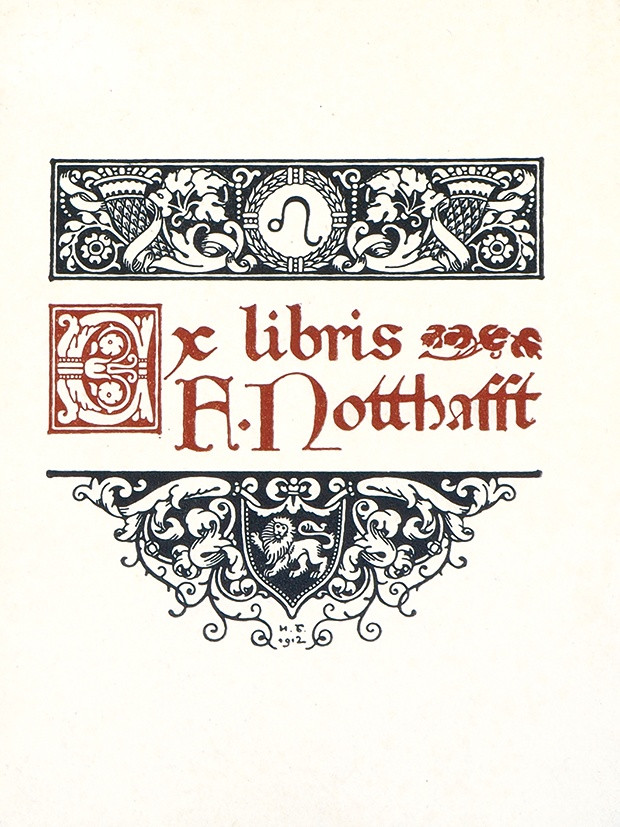
Білібін Іван Якович, екслібрис А. Нотгафта, кольорова цинкографія, 1912 р.

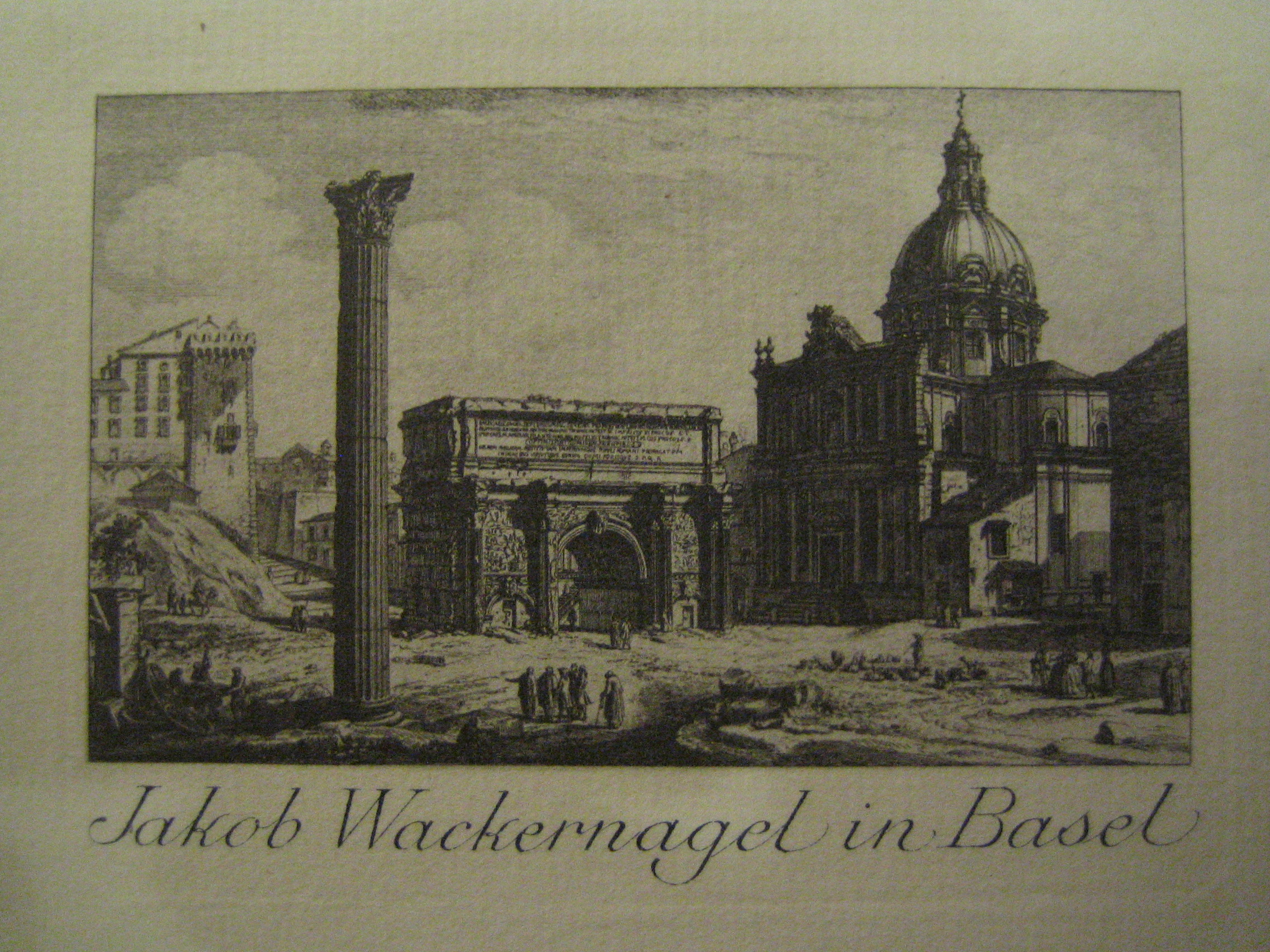
Екслібрис науковця Якоба Вакернагеля, 1897 р.

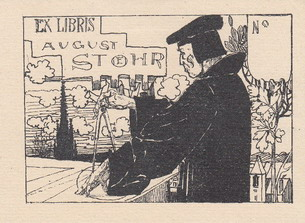
Книжковий знак Августа Штоера з середньовічним архітектором", Петер Вюрт (1973—1940) ?, 1902 рік

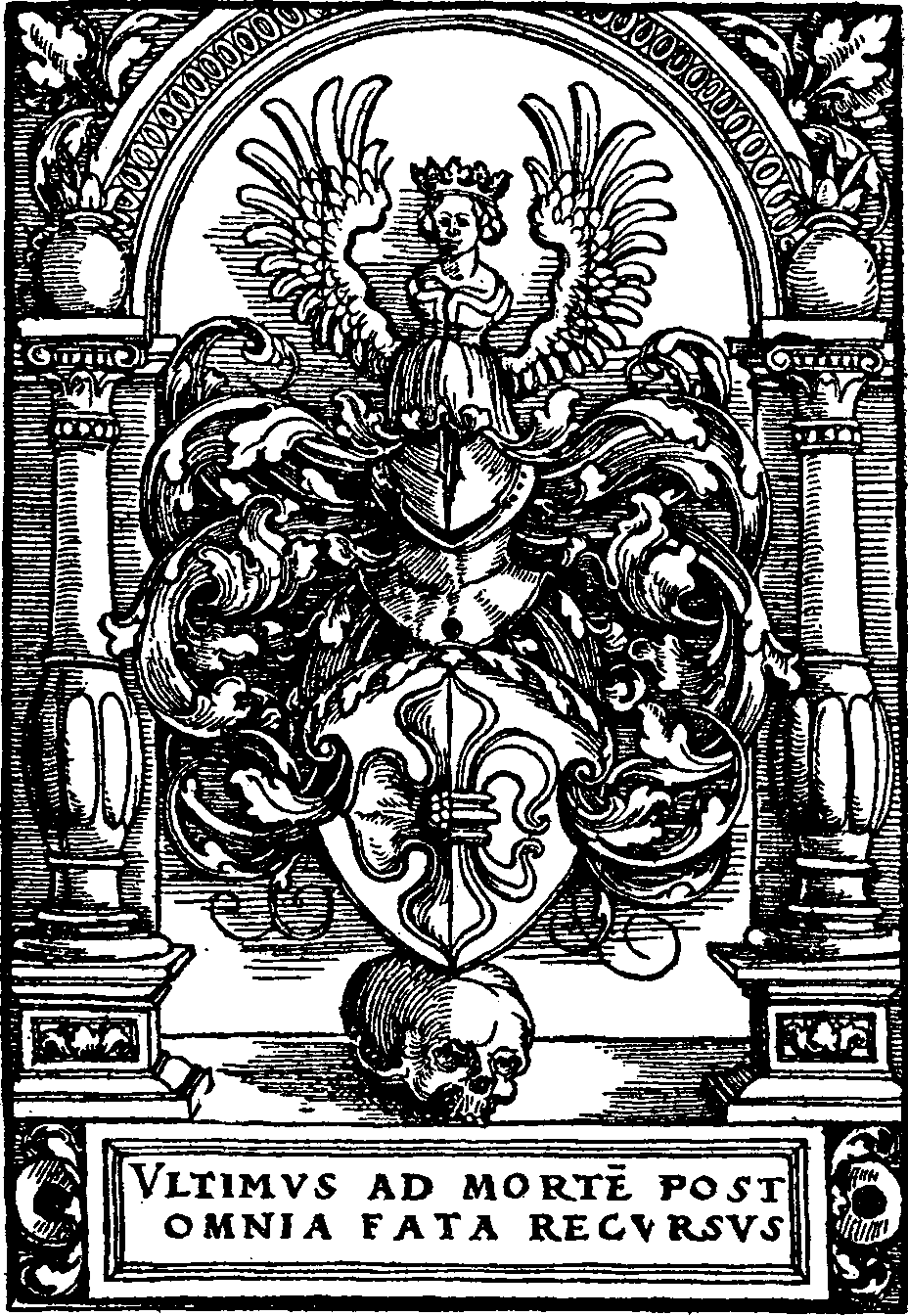
Альбрехт Дюрер. Гербовий екслібрис 1515 року. Відродження
Анонім кінця XVIII ст. Екслібрис О.А. Безбородька, пасторальний мотив доби класицизму.
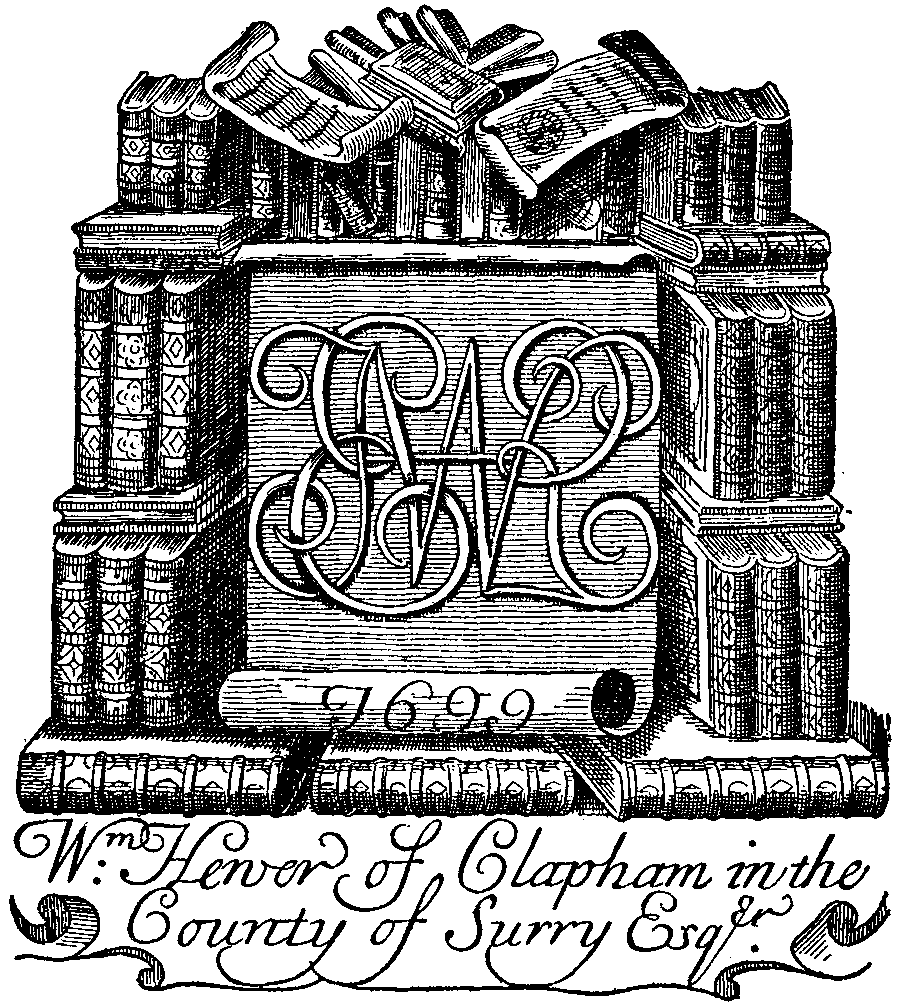
Британський екслібрис Вільяма Хевера,  1699 р. Бароко
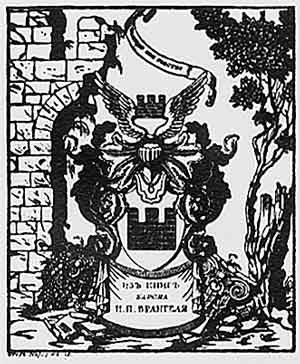
Нарбут Георгій Іванович (1886-1920). Екслібрис мистецтвознавця Миколая Врангеля, 1914 р.
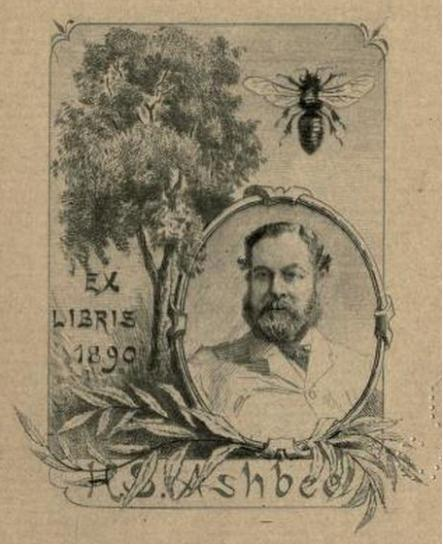
Анонім кінця XIX ст. Екслібрис Генрі Ешбі з портретом, 1890 р.
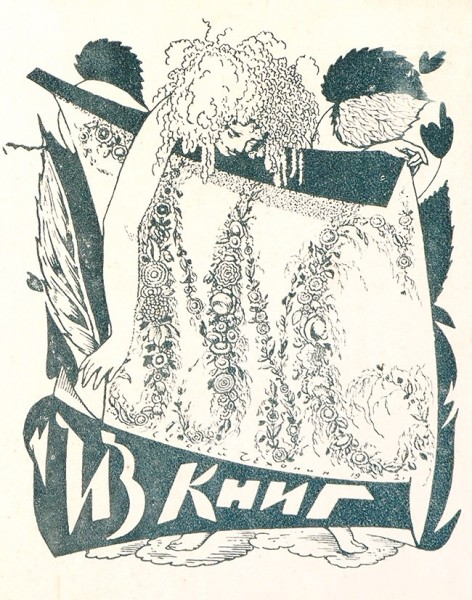
Чехонін Сергій Васильович. Екслібрис М. Соколовської, 1921 р.
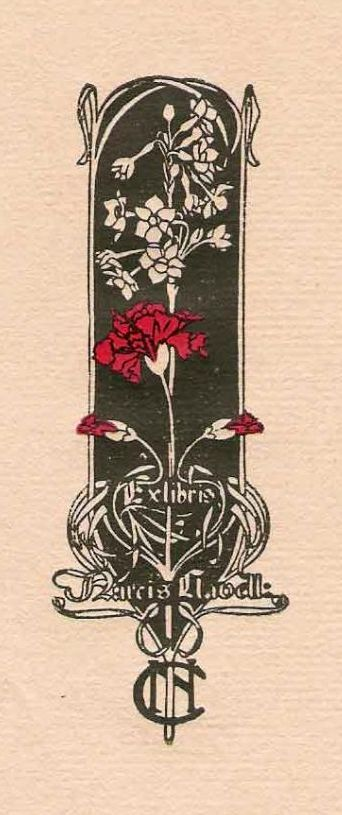
Александр Рікер (1856-1920). Екслібрис Нарсіс Клавелл, поч. XX ст.
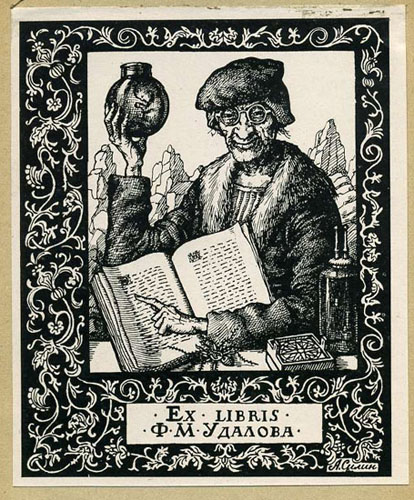
Сілін Олександр Дмитрович «Екслібрис Удалова Ф.М.», 1924 р., історизм.
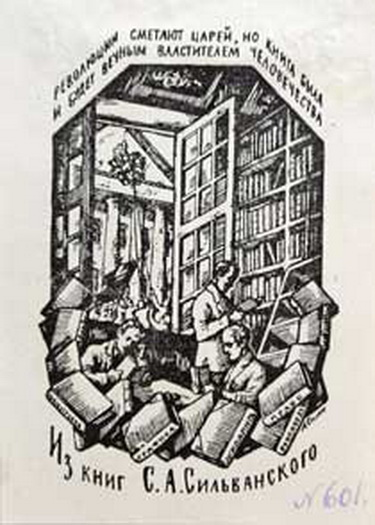
Сілін Олександр Дмитрович. « Екслібрис бібліофіла Сергія Сільванського », 1928 р.
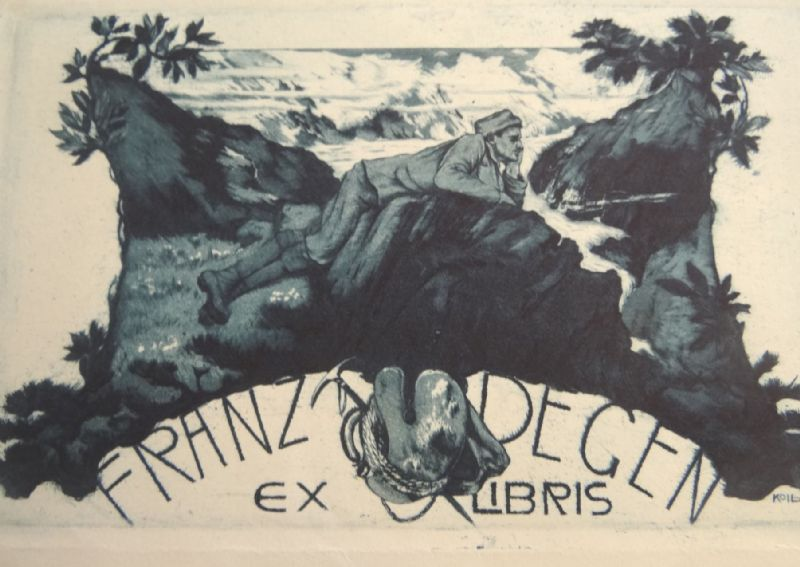
Худ. Алоїс Кольб. Екслібрис Франца Дегена, початок XX ст.
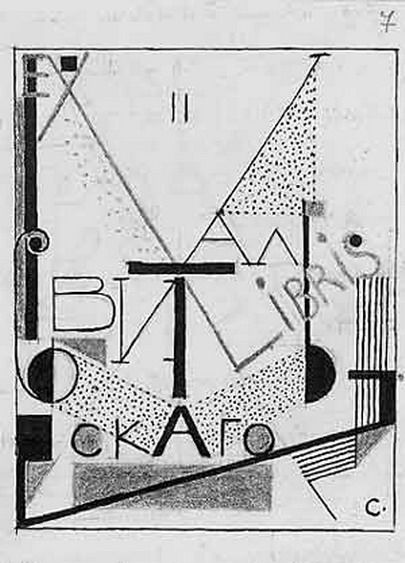
Світальський Володимир Олександрович. Власний екслібрис в стилі конструктивізму початку XX ст.
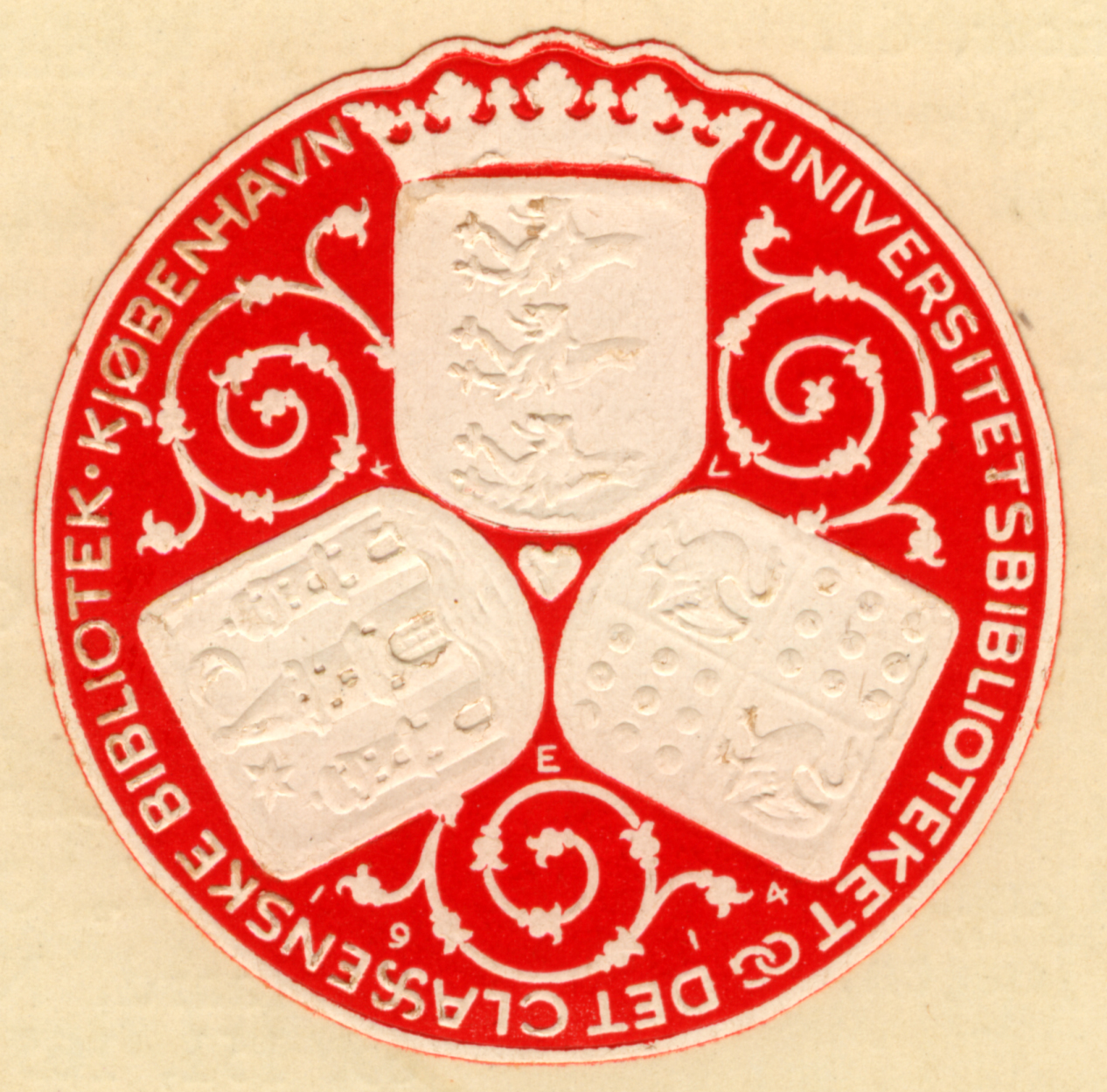
Копенгагенська університетська бібліотека, кольоровий екслібрис 1912 р.
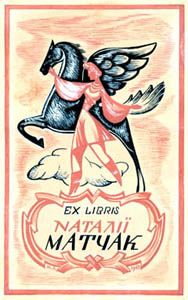
Мирон Левицький. Екслібрис Наталі Матчак, 1943 рік.
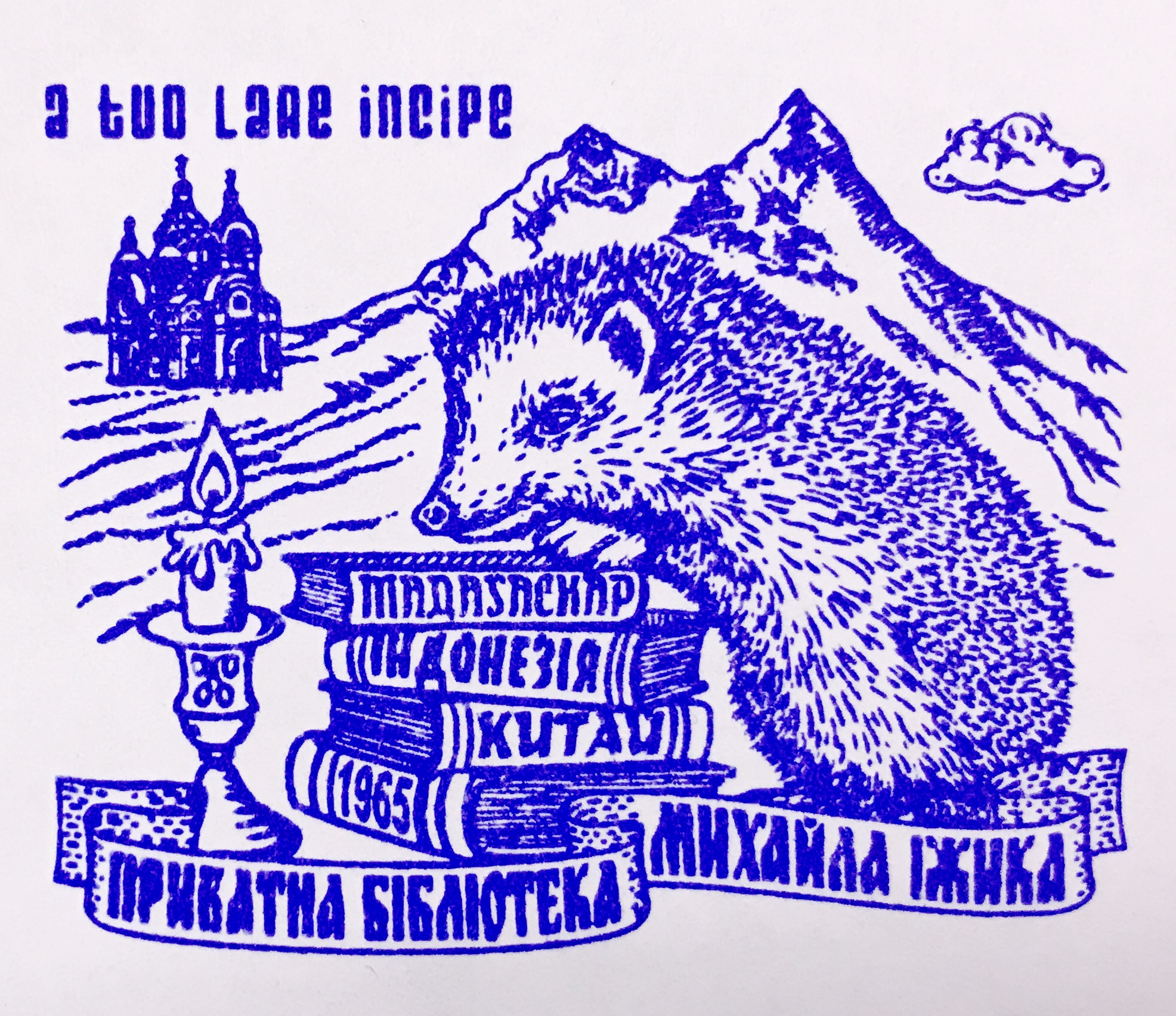
Святослав Воробченко. Екслібрис Михайла Іжика, 2017 рік.

## Колекціонери екслібрисів

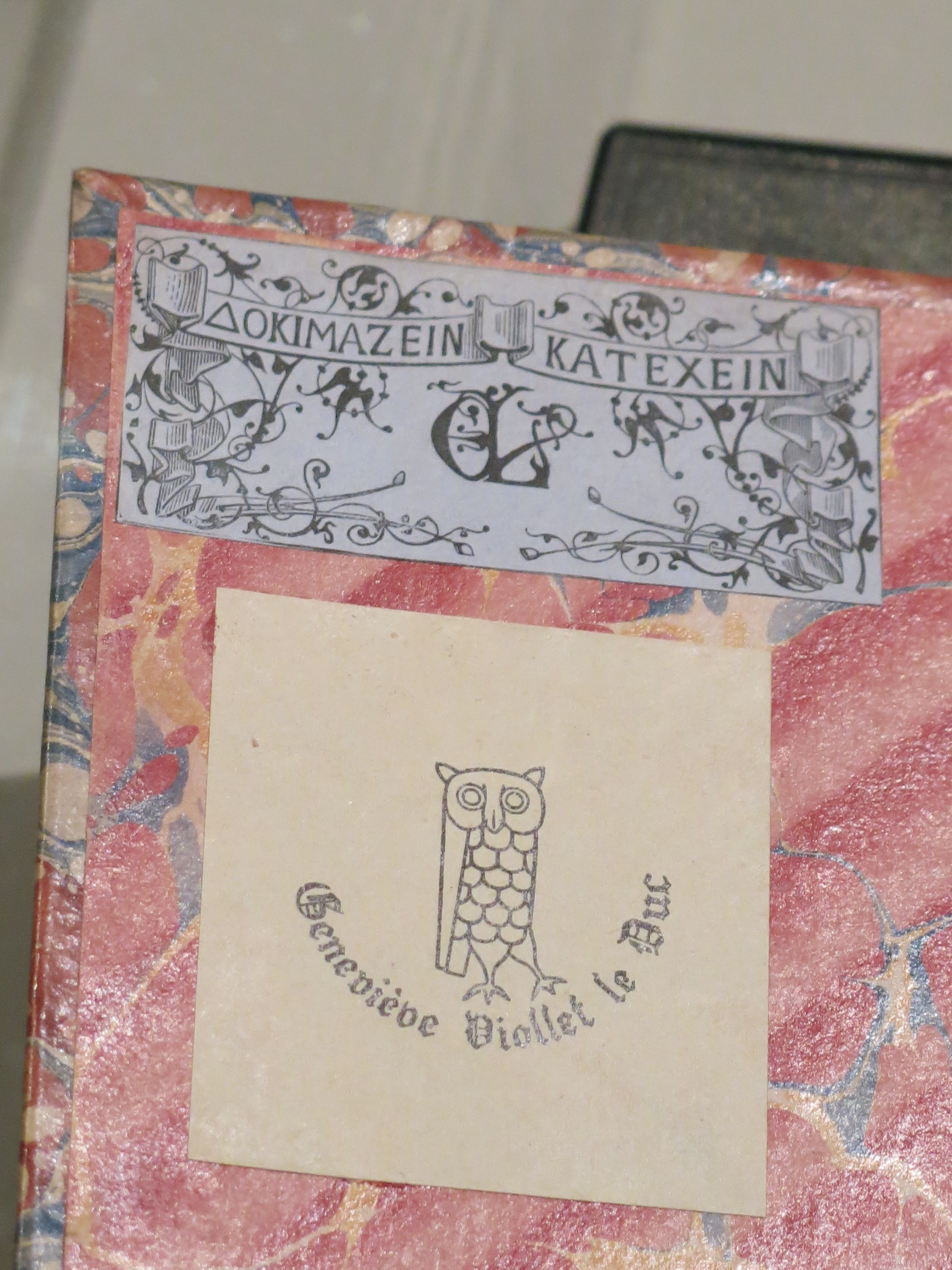
Екслібрис Віолле-ле-Дюка з совою

Чимало тернополян мають власні екслібриси. Їх колекціонували Е. Бергер, І. Ґерета, нині — фахівці ДАТО, ТОКМ, а також Н. Волинець, І. Пилипець, В. Сушкевич та ін.
Серед відомих колекцій екслібрисів:
- Сільванський Сергій Олександрович (1893—1937) відомий у Херсоні та у Москві бібліофіл та колекціонер книжкових знаків. Його колекція відома тим, що власник збирав екслібриси провінційних художників, мало відомих у столичних містах. Колекція Сергія Сільванського, одна з найкращих на землях України, нараховувала близько 3500 зразків екслібрисів. Рятуючи власне зібрання екслібрисів від знищення в період сталінських репресій, С. Сільванський був вимушений розпродати його у Москві. Його бібліотека зникла і її розшуки тривають до початку XXI ст.

- Савонько Володимир Степнович (1877—1937?) полковник артилерії царської армії, згодом перейшов до РККА. Голова ленінградського товариства екслібрисистів, котре існувало у 1922—1930 рр. Зібрав колекцію екслібрисів у 10 000 примірників, доповнену суперекслібрисами XVIII—XX ст., друкарськими ярликами та штемпелями. Склав власну картотеку-каталог збірки. Збірка Савонько В. С. 1941 року перейшла до фондів Російської національної бібліотеки.

- Колекція Фортинського. Сергій Петрович Фортинський (1906—1971), доктор юридичних наук (Росія, Москва), почав збирати екслібриси у 1920 р. Вже до 1926 р. він зібрав приблизно 500 екслібрисів. Він купував як поодинокі зразки, так і цілі колекції. У художниці Н. С. Бом Григорьєвої він придбав 1500 знаків, у професора Декмана — 13000, у колекціонера І. Н. Жучкова — 1100. На 1970 рік в його колекції налічувалося 35 000 екслібрисів.

- Збірка Вілінбахова. Борис Вілінбахов (1897—1969) — викладач Військового училища. Знаки збирав тридцять три роки. Його збірка мала приблизно 35000 екслібрисів.

- Колекція Пауля Амбура. Пауль Амбур з Естонії. Листувався майже із двомастами колекціонерами із тридцяти двох країн. Його колекція мала близько 40 000 знаків. Окрім екслібрисів, він збирав книжки про ці знаки (близько 500) і сам написав тридцять досліджень про екслібрис.

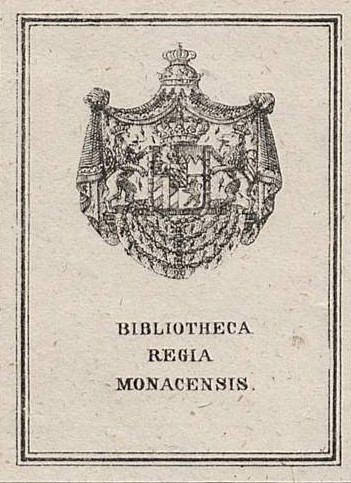
Екслібрис Баварської державної бібліотеки (Королівська бібліотека). XIX століття.
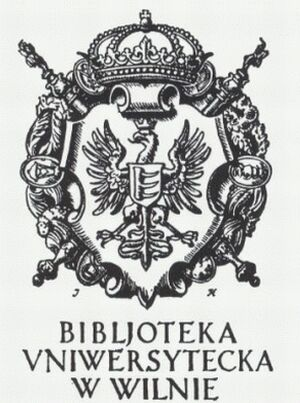
Екслібрис бібліотеки Вільнюського університету, в ті часи Університету Стефана Баторія.
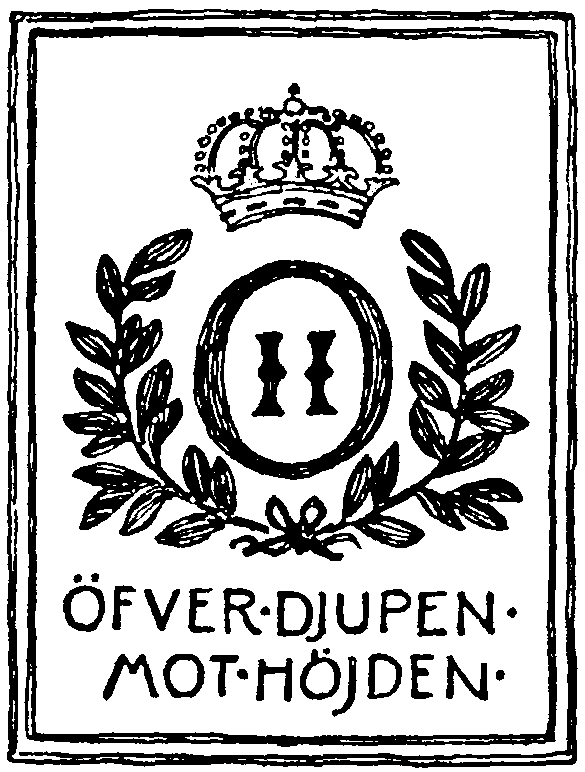
Екслібрис шведського та норвезького короля Оскара II.
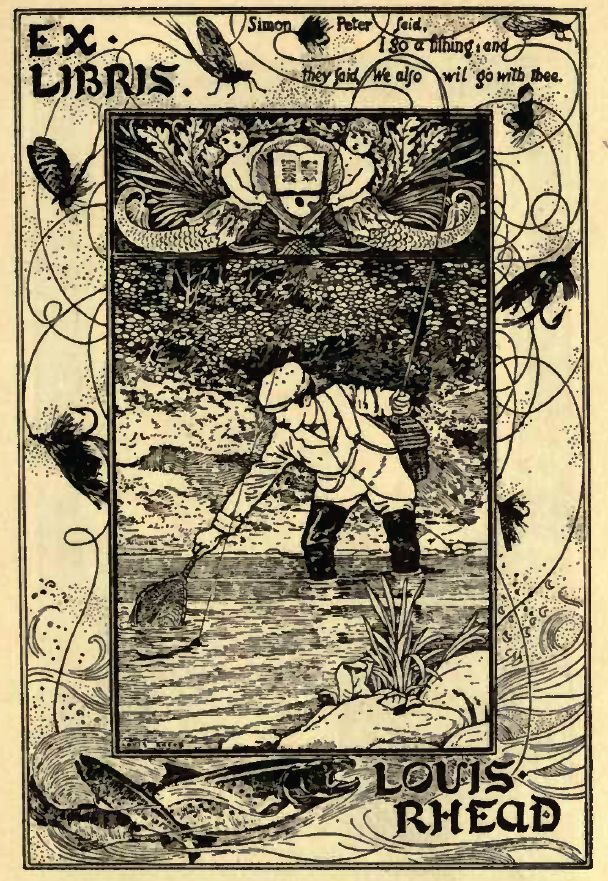
Екслібрис Луї Джона Ріда (Louis John Rhead), 1907 рік, доба ар-нуво.

## Екслібриси Імператорського Ермітажу

Бібліотека відділу старожитностей Імператорського Ермітажу, екслібрис
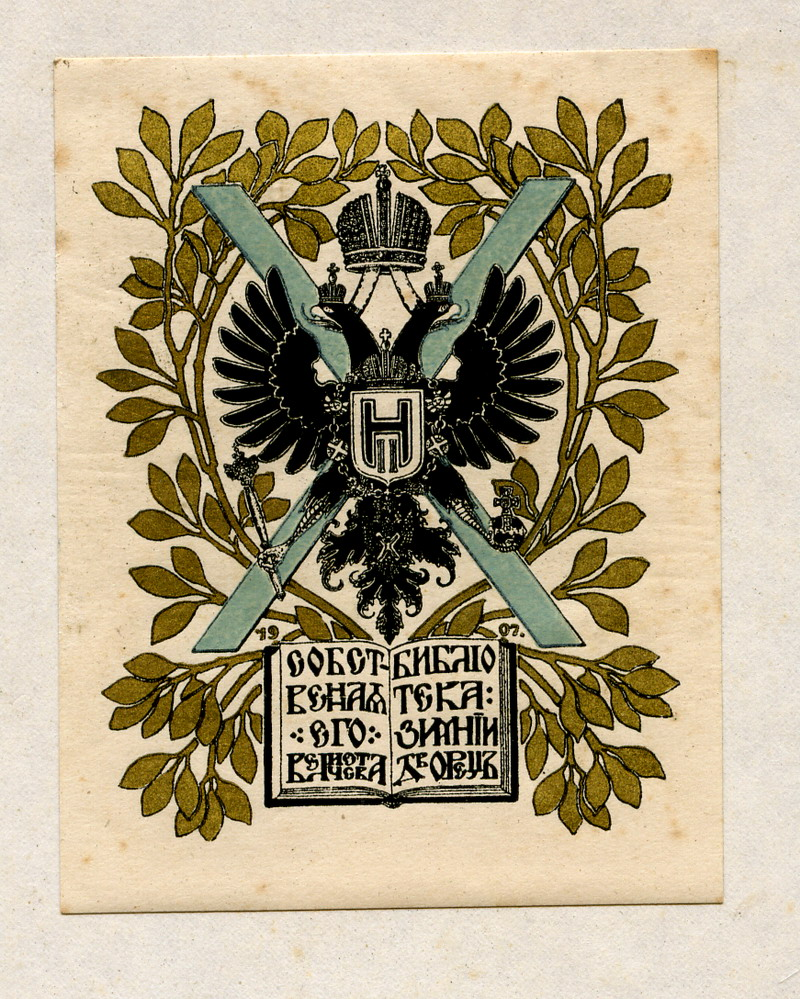
Худ. барон Арміній Євгенович фон Фелькерзам (1864-1918). Екслібрис Бібліотеки Зимового палацу 1907 р.
Імператорська Ермітажна іноземна бібліотека, екслібрис

## Коломан Мозер. Екслібриси

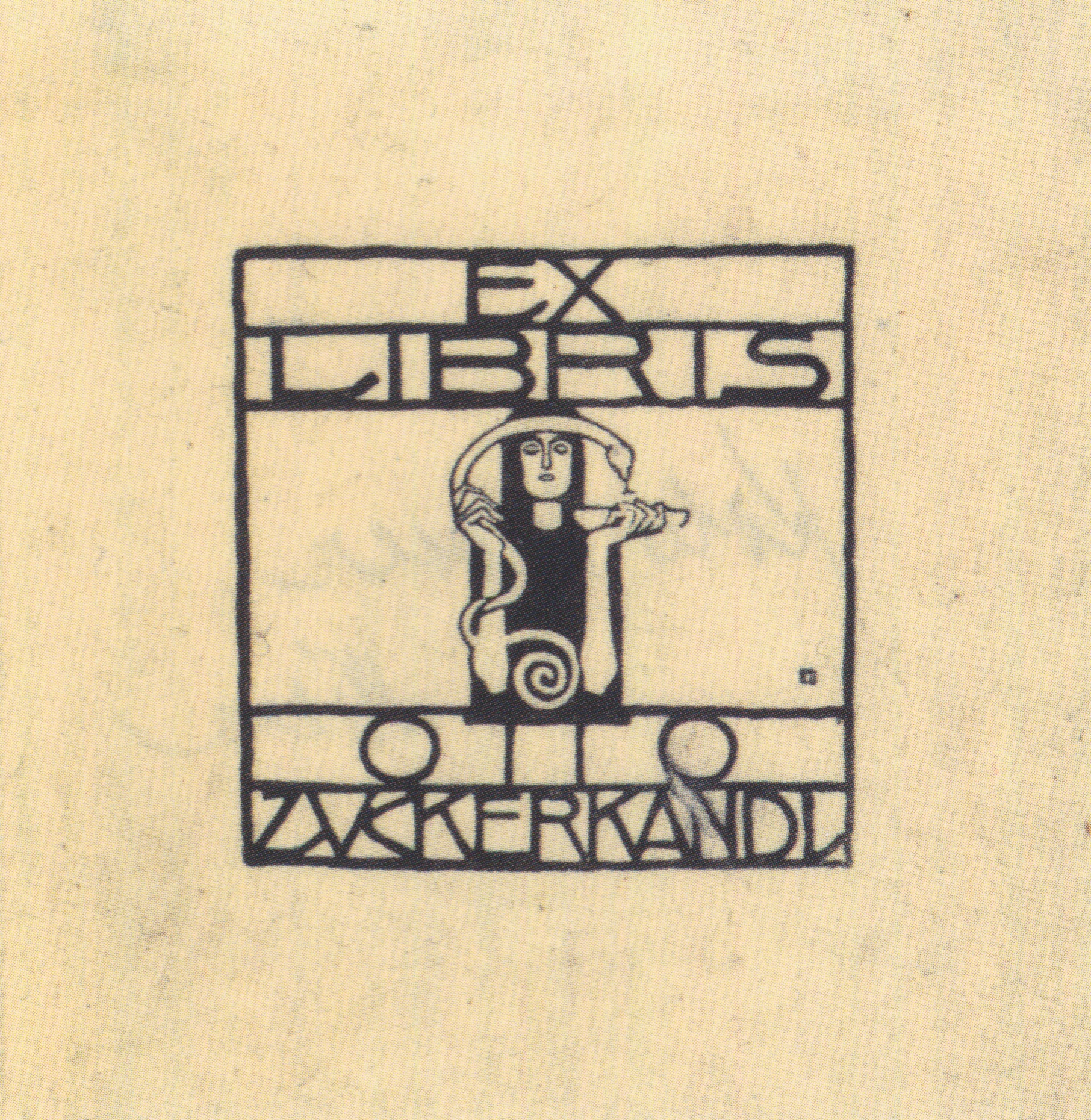
Екслібрис Отто Цукеркандла, 1906 р.
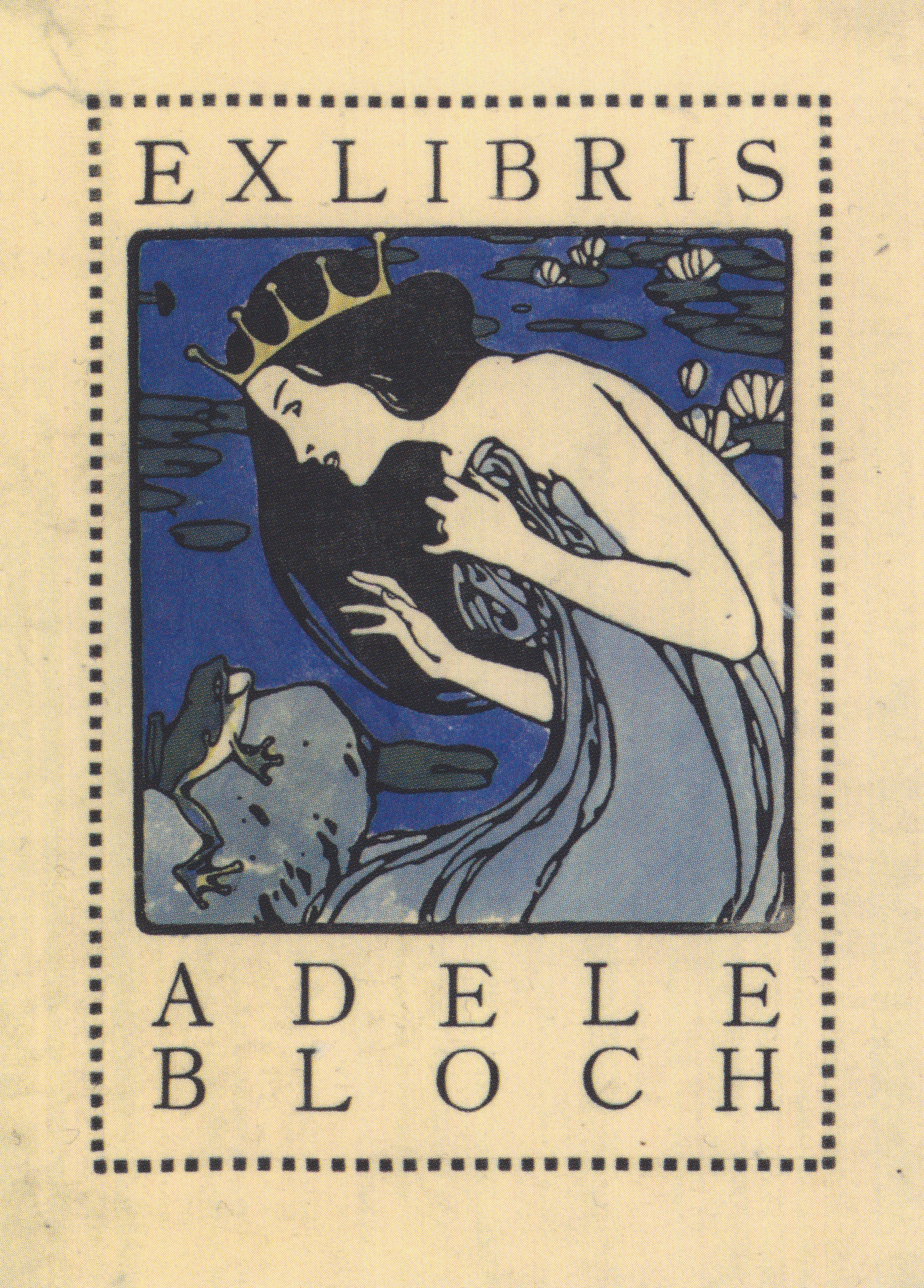
Екслібрис Адель Блох із казковим сюжетом, 1905 р.
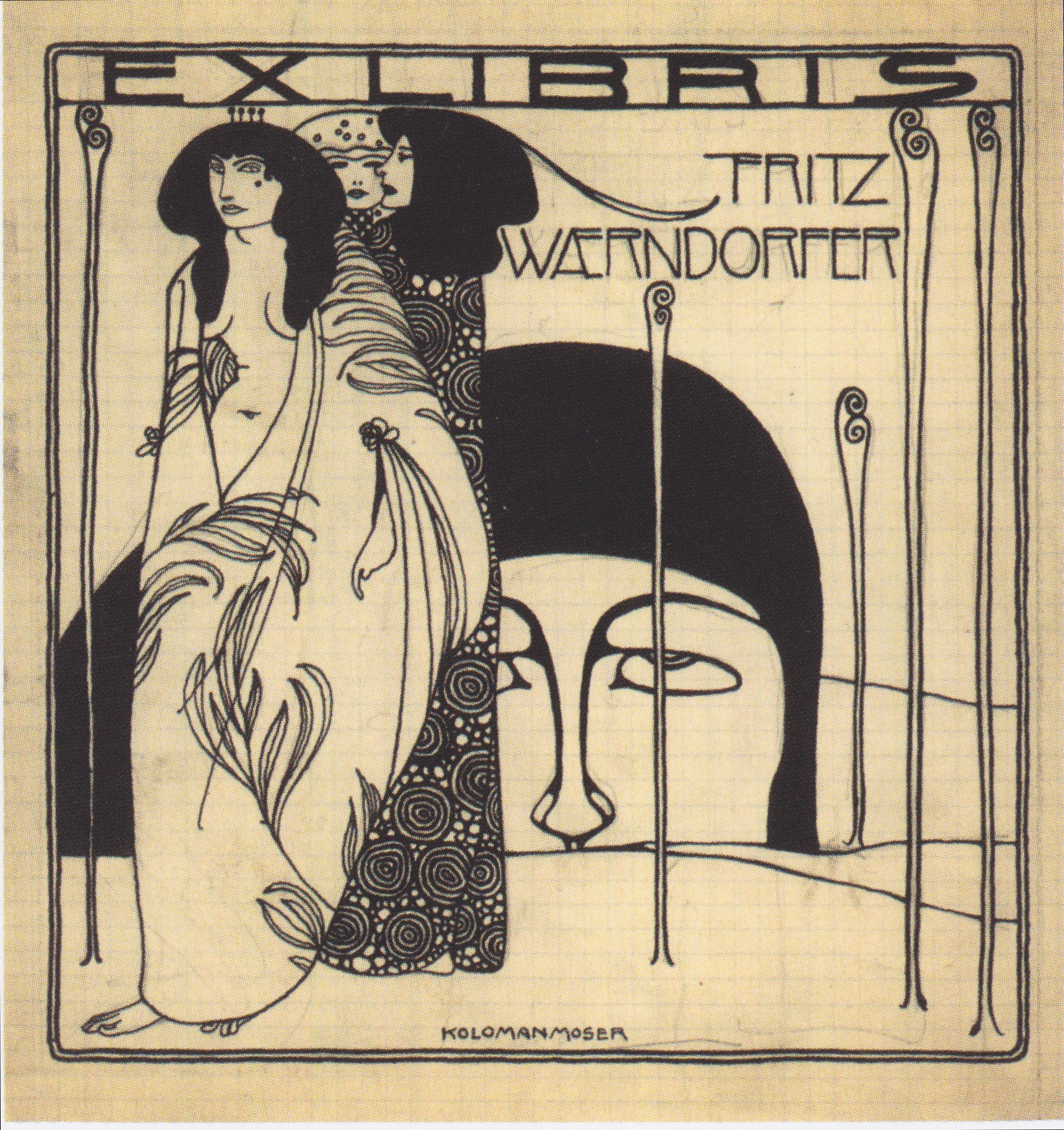
Екслібрис Фріца Верндорфера, 1903 р.

## Ефраім-Моше Лілієн (1874—1925) Екслібриси доби сецесії

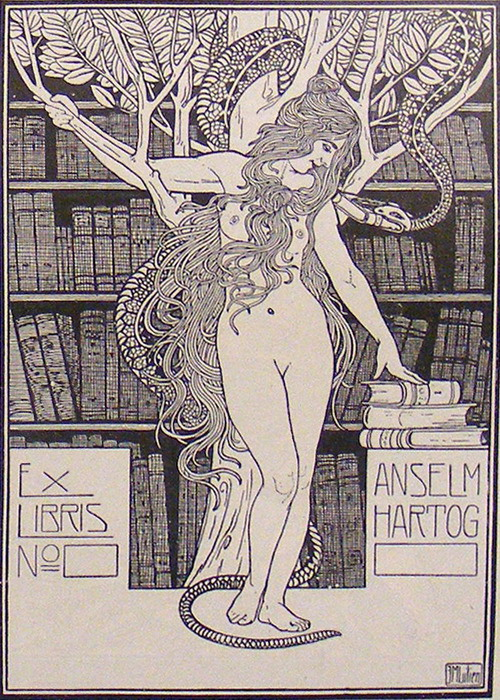
Екслібрис Ансельма Гартога
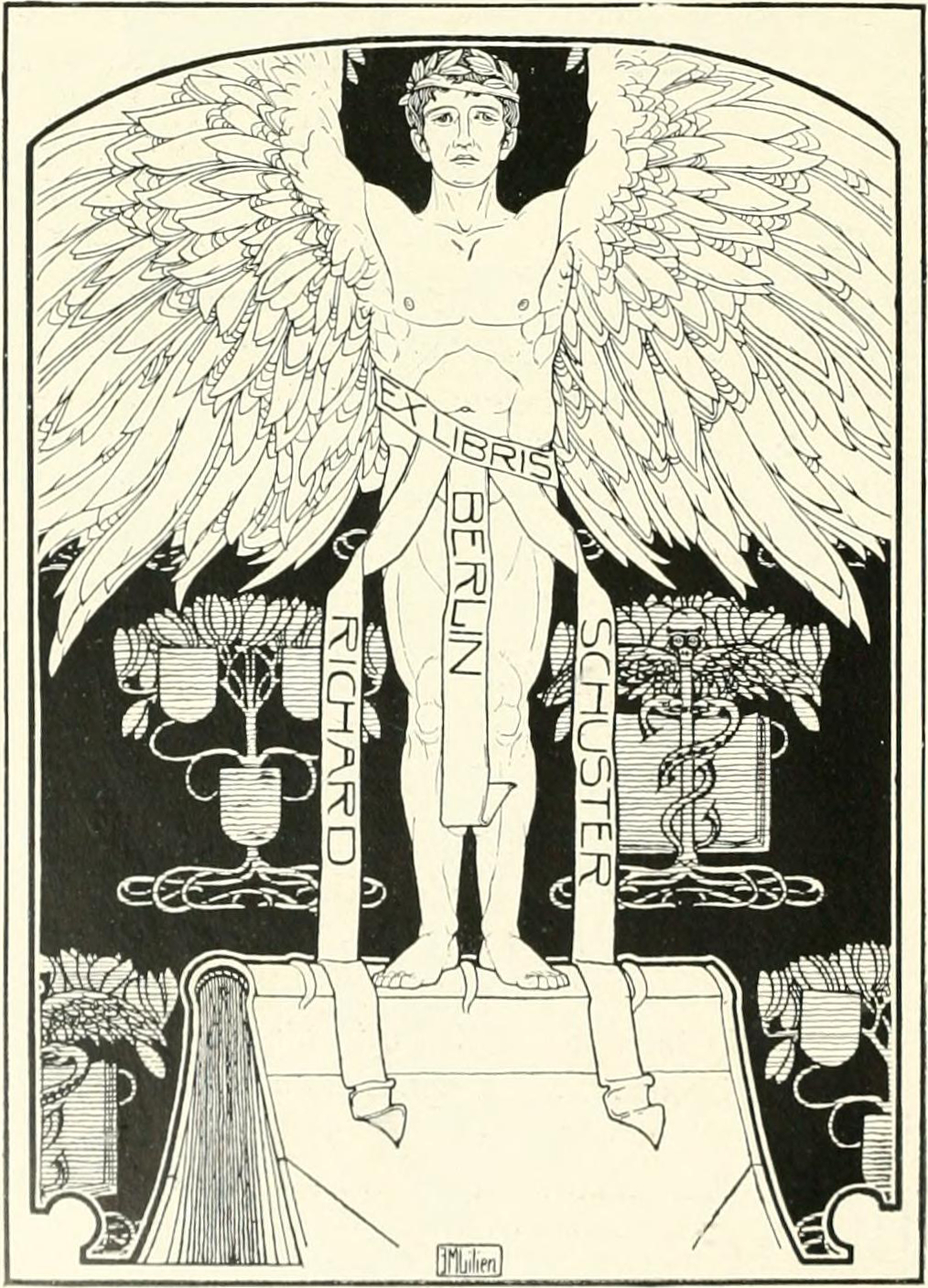
Екслібрис Річарда Шустера
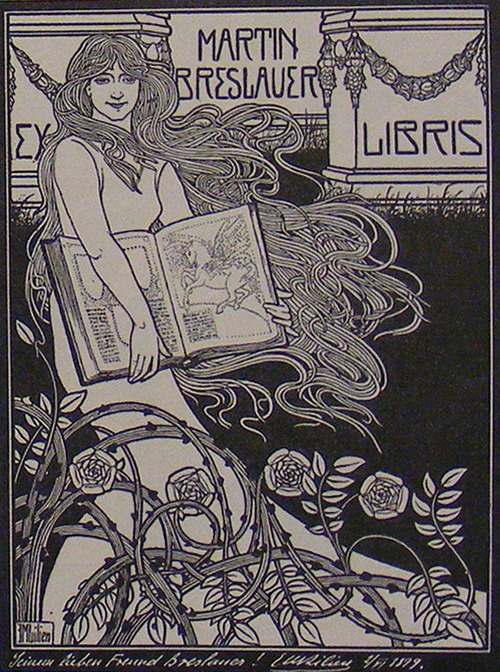
Екслібрис Мартина Бреслауера

## Прага на екслібрисах

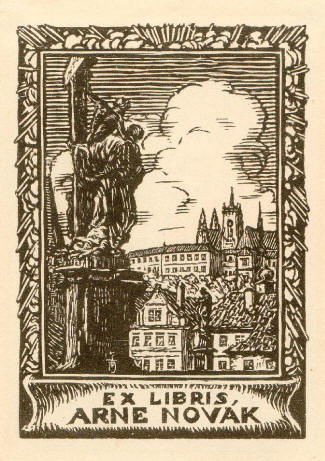
Шимон Тавік Франтішек. «Екслібрис Арне Новака», дереворит 1916 р.
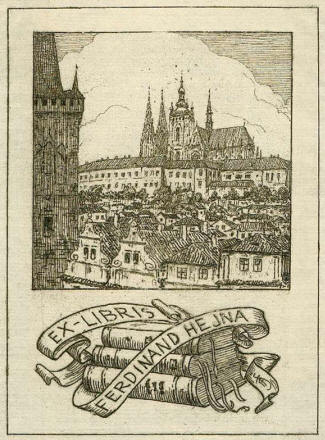
Шимон Тавік Франтішек. «Екслібрис Фердинанда Хейна», 1918 р.
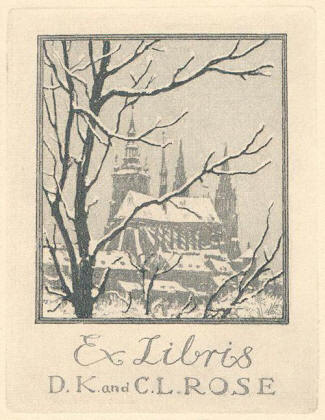
Шимон Тавік Франтішек. «Екслібрис Д.Л та С.Л. Роуз», акватінта 1924 р.
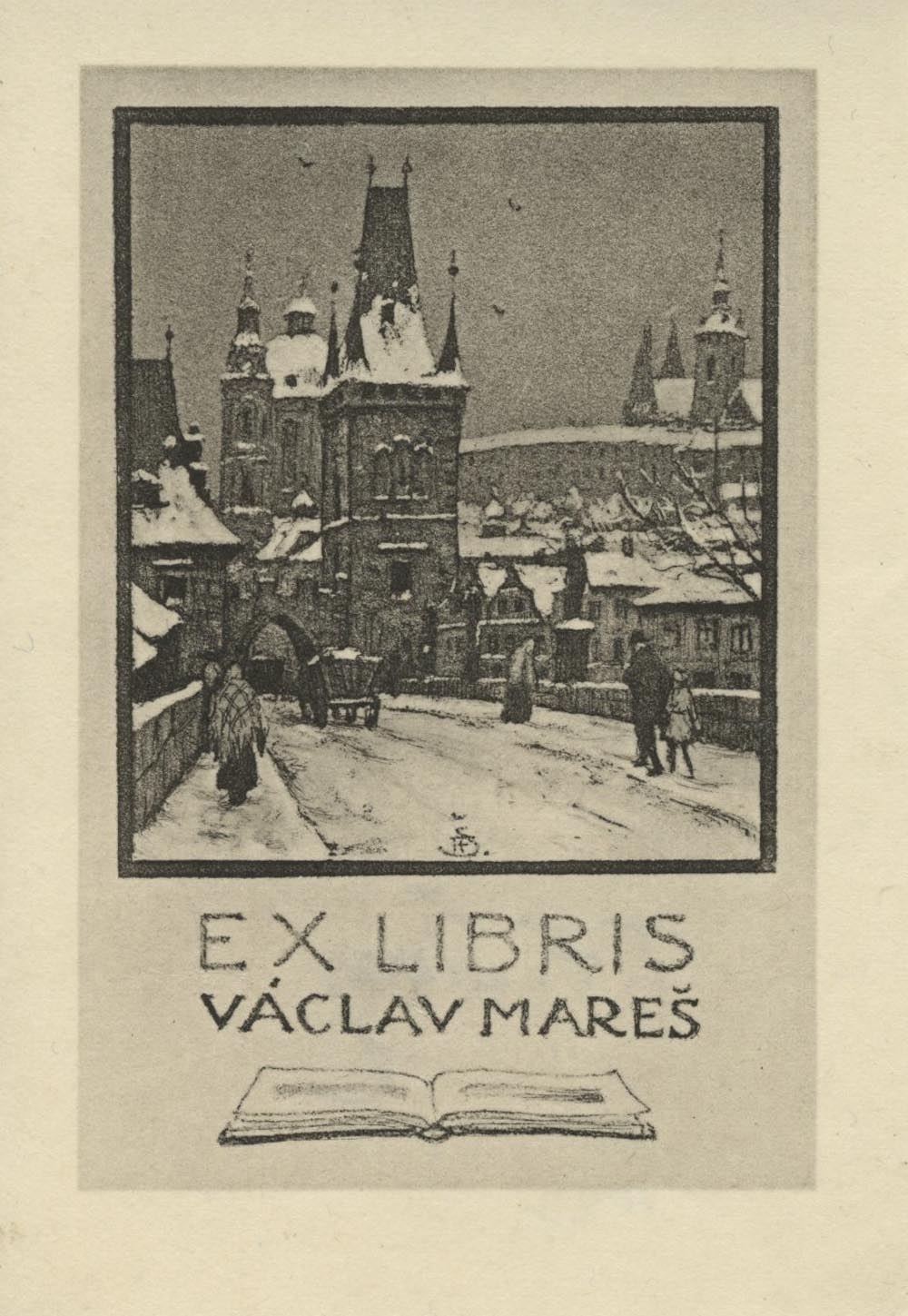
Шимон Тавік Франтішек. «Екслібрис Вацлава Мареша», акватінта 1927 р.